# Leucovis lepta
Leucovis lepta är en fjärilsart som beskrevs av Fawcett 1917. Leucovis lepta ingår i släktet Leucovis och familjen nattflyn. Inga underarter finns listade i Catalogue of Life.